# Freyja Montes
Freyja Montes is een bergketen op de planeet Venus. De Freyja Montes werden in 1979 genoemd naar Freyja, godin van de vruchtbaarheid in de Noordse mythologie.
De bergketen hebben een lengte van 579 kilometer en bevindt zich aan de noordrand van Lakshmi Planum in het quadrangle Lakshmi Planum (V-7).